# Slatinný potok (pravostranný přítok Radbuzy)
Slatinný potok je pravostranný přítok řeky Radbuzy v Českém lese a Podčeskoleské pahorkatině v okrese Domažlice.
Délka toku měří 10,8 km, plocha povodí činí 21,6 km².

## Průběh toku
Potok pramení v nadmořské výšce 615 metrů na pastvinách při hranici CHKO Český les západně od obce Hora Svatého Václava v okrese Domažlice. Teče východním směrem, před obcí Drahotín opouští území Českého lesa a dále již pokračuje v geomorfologickém celku Podčeskoleská pahorkatina. Nedaleko od Poběžovic se směr toku mění na severní, potok pokračuje k vesnicím Slatina a Štítary a severně od Štítar pod hradištěm Tasnovice se vlévá zprava do Radbuzy.